# Talk radio
Per talk radio si intende un formato radiofonico in cui vengono messi in discussione eventi e persone. In questo formato, che solitamente vede la partecipazione di un pubblico di ascoltatori interagire con i conduttori, si trattano argomenti quali la politica e lo sport.